# Søren Brorsen
Søren Brorsen (1. juli 1875 i Nørre Farup – 17. februar 1961 i København) var en dansk politiker og minister som tilhørte Venstre.
Han var søn af gårdejer Anders Brorsen og hustru Kirsten født Hansen og blev gift 1. gang i 1903 med Karoline (1881-1911); 2. gang i 1913 med Karen født Søndergaard (1877-1941).
Søren Brorsen var gårdmand fra Nørre Farup ved Ribe. Han overtog her i 1903 den fædrene gård, Granvang. Han tog præliminæreksamen fra Ribe Katedralskole 1892, var på Dalum Landbrugsskole 1895-96, på Askov Folkehøjskole 1902-03, var sognerådsformand 1906-07 og formand for Ribe og Omegns Landboforening 1905-21 (æresmedlem 1936). I 1917 var han medstifter af dagbladet Vestkysten.
Han var medlem af Folketinget 1907-1929 (for Ribekredsen) og igen 1932-1945 (for Kjellerupkredsen). Brorsen var forsvarsminister i Ministeriet Neergaard III 1922-1924 og i Ministeriet Madsen-Mygdal 1926-1929. Efter Danmarks besættelse blev han først minister uden portefølje i Ministeriet Stauning III og siden forsvarsminister resten af besættelsestiden. Som forsvarsminister i samarbejdsregeringen var han en kontroversiel skikkelse. Da samarbejdspolitikken brød sammen efter augustoprøret, og værnemagten ønskede at overtage det danske forsvars udstyr, var Brorsen stemt for at udlevere materiellet uden kamp. Men da Operation Safari blev iværksat 29. august 1943, undlod viceadmiral A.H. Vedel at følge Brorsens ordre om at udlevere flåden, som i stedet blev sænket på Holmen.
Brorsen var medlem af Statens Jordlovsudvalg 1919-40, medlem af Medicinalkommissionen, af Folketingets Finansudvalg 1920-22, af Landbokommissionen af 1931 fra 1933 samt af Forfatningskommissionen af 1937, formand for Venstres rigsdagsgruppe og partiets politiske ordfører 1920-22 og 1936-40 samt Kommandør af Dannebrog.